# همسفر (فیلم ۱۳۷۲)
همسفر (فیلم ۱۳۷۲) فیلمی به کارگردانی  و نویسندگی مهدی فخیم زاده ساختهٔ سال ۱۳۷۲ است.

## بازیگران
- محمد کاسبی
- رضا آقاربی